# 붉은 결혼식
붉은 결혼식(Wedding In Blood, Les Noces Rouges)은 이탈리아에서 제작된 끌로드 샤브롤 감독의 1973년 드라마 영화이다. 스테판 오드랑 등이 주연으로 출연하였고 안드레 제노브즈 등이 제작에 참여하였다.

## 출연

### 주연
- 스테판 오드랑
- 미첼 피콜리
- 클로드 피엡루
- 클로틸드 조아노